# Kempton Park

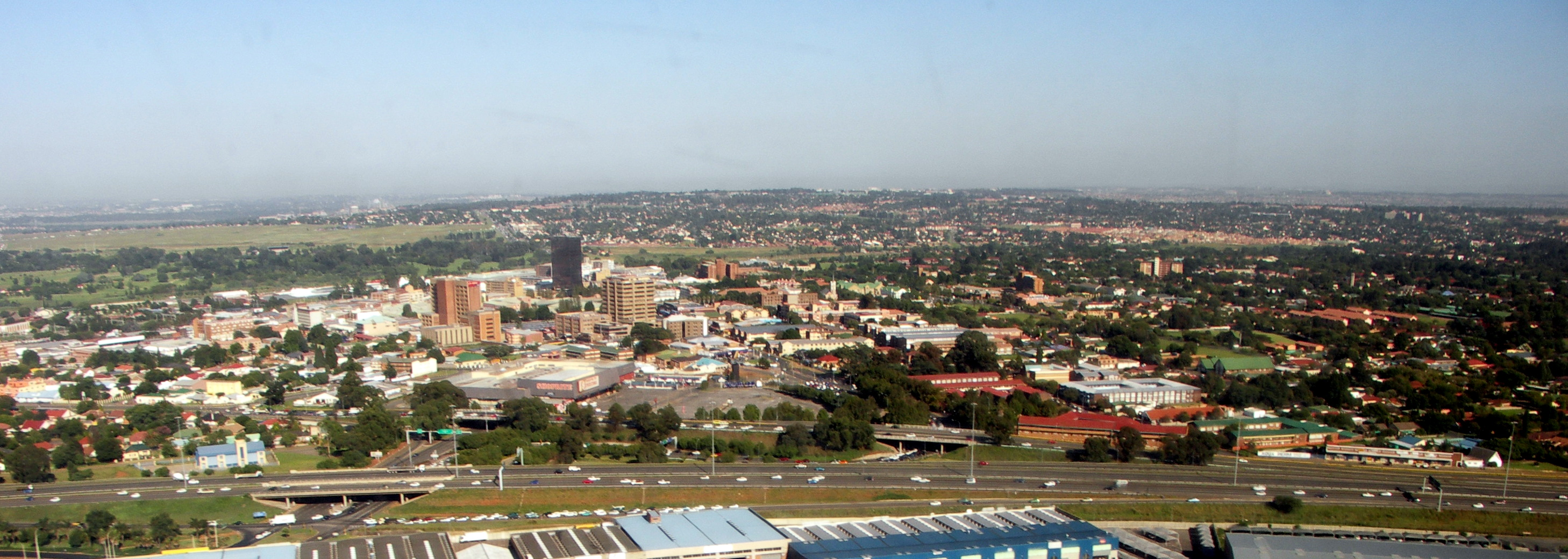
Kempton Park

Kempton Park is een plaats in de Zuid-Afrikaanse provincie Gauteng.
De plaats telt ongeveer 171.575 inwoners. Hiervan is 47% blank, 47% zwart, 3% indisch en 2% kleurling. 35% heeft Afrikaans als moedertaal en 26% spreekt Engels.
OR Tambo International Airport ligt in Kempton Park. De nationale luchtvaartmaatschappijen South African Airways, Mango, British Airways (Comair) en Kulula.com hebben er hun hoofdkwartier.

## Geboren
- Frantz Kruger (1975), Zuid-Afrikaans/Fins discuswerper
- Ryan Cox (1979-2007), wielrenner
- Akani Simbine (1993), atleet